# 紀元前20年
紀元前20年（きげんぜん20ねん）。

## 他の紀年法
- 干支 : 辛丑
- 日本
  - 垂仁天皇10年
  - 皇紀641年
- 中国
  - 前漢 : 鴻嘉元年
- 朝鮮
  - 高句麗 : 東明聖王18年
  - 新羅 : 赫居世38年
  - 檀紀2314年
- 仏滅紀元 : 524年
- ユダヤ暦 : 3741年 - 3742年

## できごと

### インド
- サカによるインド北西部の支配が終わった。

### ローマ
- ローマとパルティアの間で平和条約が締結され、捕われていたマルクス・リキニウス・クラッススとマルクス・アントニウスが返還された。
- その作風から、ポートランドの壺はこの頃から100年頃までの間に、アレクサンドリアで何度か作られたと考えられている。
- ヘロデ大王がエルサレム神殿を改築した。
- フランスのニームでメゾン・カレが建てられた。

## 誕生
- ガイウス・カエサル、アウグストゥスの孫（+ 4年）
- アレクサンドリアのフィロン、エジプトの哲学者（+ 50年）